# 1990 en Saskatchewan
Chronologie de la Saskatchewan
- 1986
- 1987
- 1988
- 1989
- 1990
- 1991
- 1992
- 1993
- 1994

Cette page concerne des événements d'actualité qui se sont produits durant l'année 1990 dans la province canadienne de la Saskatchewan.

## Politique
- Premier ministre : Grant Devine
- Chef de l'Opposition :
- Lieutenant-gouverneur : Sylvia Fedoruk
- Législature :

## Naissances
- 24 mars : James Wright (né à Saskatoon) est un joueur professionnel canadien de hockey sur glace.

- 5 mai : Darcy Kuemper (né à Saskatoon) est un joueur professionnel de hockey sur glace canadien. Il évolue au poste de gardien de but[1].

- 15 mai : Jordan Leslie Eberle (né à Regina) est un joueur professionnel de hockey sur glace canadien.

- 29 mai : Brent Raedeke (né à Regina) est un joueur professionnel de hockey sur glace canado-allemand.

- 7 juin : Richard Weinberger est un nageur canadien spécialiste des épreuves de nage en eau libre, né à Moose Jaw. Il a notamment remporté la médaille de bronze du 10 km des Jeux de Londres en 2012.